# Oddział Zbawienia Kubania
Oddział Zbawienia Kubania (ros. Отряд спасения Кубани) – ochotnicza jednostka wojskowa białych o charakterze partyzanckim podczas wojny domowej w Rosji.
Na przełomie 1917 i 1918 r. na Kubaniu, odciętym przez wojska bolszewickie od obszarów nad Donem, zostało sformowanych szereg kozackich oddziałów partyzanckich. Jednym z nich był Oddział Zbawienia Kubania, utworzony 20 stycznia 1918 r. w Jekaterynodarze.
Składał się z młodych oficerów, głównie z 5 Kaukaskiej Kozackiej Dywizji Kawalerii, gimnazjalistów, studentów, kadetów i junkrów. Na jego czele stanął płk Nikołaj N. Lesiewicki. Oddział osiągnął liczebność ok. 800 ludzi z 4 karabinami maszynowymi i 2 działami. Składał się z sotni pieszej (junkrzy kijowskiej szkoły wojskowej i kijowskiej szkoły praporszczików), plutonu konnego (junkrzy nikołajowskiej szkoły kawaleryjskiej i jekaterynodarskiej szkoły praporszczików), kompanii inżynierskiej i oficerskiej baterii artylerii. Na początku lutego 1918 r. w skład oddziału weszła jeszcze kubańska polowa bateria artylerii.
Pod koniec stycznia oddział walczył w rejonie stanicy Kawkazkaja. Pod koniec lutego został włączony do nowo formowanej Armii Kubańskiej, która w połowie marca połączyła się z Armią Ochotniczą.